# تعلم شبكي
التعلم الشبكي هي عملية تطوير وصيانة شبكة علاقات مع ناس ومصادر معلومات بشكل يدعم تعلمهم من البعض بشكل دائم.

## التسمية
التعلم الشبكي هو ترجمة للمصطلح (بالإنجليزية: Networked Learning)‏. والشبكة هنا تعني شبكة الروابط بين المتعلم وأشخاص أخرين على صلة بهم أو مع مصادر للمعلومات مثل صفحات الإنترنت.

## تاريخ المفهوم
بدأ طرح أفكار ونظريات التعلم الشبكي في القرن التاسع عشر عندما درس المختصون تأثير إنشاء التواصل البرقي وشبكة سكك الحديد على المجتمع. أما المعنى الحديث للمصطلح فأعيد استعماله في سبعينيات القرن العشرين من قبل إيفان إليش بكتابه «مجتمع بلا مدارس» ومؤخرا، أعيد إحياء المصطلح في القرن الواحد والعشرين مع انتشار الإنترنت والوسائط الاجتماعية.

### سبعينيات القرن العشرن
عام 1971، تخيل إيفان إليش نموذج جديد للتعلم يعتمد على ما سماه «شبكة التعلم» حيث قال: «سأستعمل مصطلح "نسيج الفرصة العنكبوتي" لوصف "شبكة" توصل لأربعة مجموعات من المصادر... وياليت هناك مصطلح أفضل من ذلك، لكنني مجبر على استعماله لأن مصطلح متداول في عالم الهواتف وتوزيع البريد... وسأستعمله كرديف لشبكة التربية العنكبوتية»  
عام 1977، دخل المصطلح عالم التخطيط المدني إذ استعمل عند البحث في تخطيط لتنظيم المدن بشكل يسمح للسكان في تطوير أنفسهم، أي تعلمهم، عن طريق الاختلاط بسكان المجتمع. وبنفس الفترة، قامت مؤسسة المستقبل بأبحاث حول تأثير الإنترنت ومؤتمرات الحوسبة على التعلم الجماعي والتي طبقها هيلتز وتوروف في مجال التربية.

### ثمانينات القرن العشرين
قامت شركة ديجيتال إكويبمنت بأبحاث حول التعلم الشبكي التضافري والتي أدت إلى نشؤ علم التعلم الشبكي التضافري والعمل التعلمي التضافري.

### تسعينات القرن العشرين
وفي بدايات التسعينيات، بدء ظهور فكرة التعلم الشبكي والتي تنظر أن في المستقبل، سيتمكن المتعلمون من اختيار تعلمهم بشكل رسمي وغير رسمي أين ما وجدوا ومتى ما أرادوا التعلم... فسيكون المتعلم الشبكي مشارك متفاعل... ويتعلم من الخبراء والزملاء أينما وجدوا.
عام 1991، نشر جان لاف وإتيان وينغر بحثهم حول «التعلم الوضعي» والذي شرحوا فيه العديد من الحالات التي يتم بها التعلم عن طريق شبكة التعارف وبخاصة التعلم الغير رسمي الذي يحصل في «مجتمع الممارسة». 
وفي منتصف التسعينيات، تم تهميش الفكرة من قبل كبريات الشركات والمؤسسات التعليمية من أجل الحفاظ على أنظمتهم[بحاجة لمصدر] واعتماد معايير تقليدية في التعليم.
في هذه الأثناء، قامت مجموعة أبحاث في لانكستر في المملكة المتحدة بتعريف «شبكة التعلم» بـ«أنه التعلم الذي يعتمد على تقنيات المعلومات والإتصالات لإنشاء روابط بين متعلم وأخر، أو بين متعلم ومدرس، أو بين مجتمع تعلمي و مصادر تعلمها»

وكما يلاحظ، فهذا التعريف يهمل كل التعاريق القديمة وبخاصة التي لا تستعمل التقنية أو الحاسوب. 

### القرن العشرين

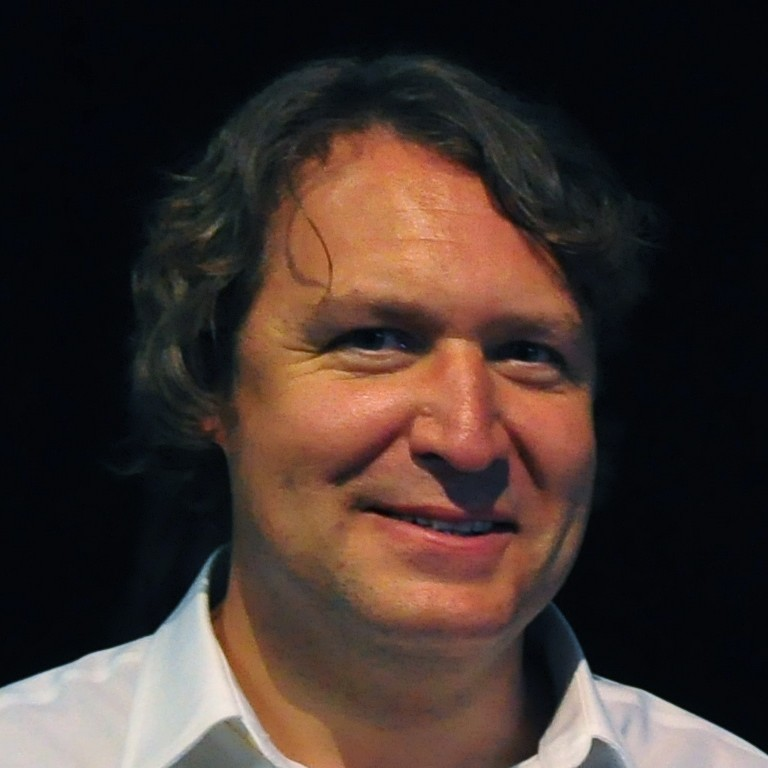
جورج سيمنز واضع نظرية الترابط والذي طرح الحاجة إلى نظريات تعلم جديدة حول التعلم في عصر مجتمع الحاسوب

في عام 2001، اعتبر سالمون: «أن التعلم ينمو من خلال مجتمعات تعلمية وعن طريق التفاعل الذي يطال تواصله ما بعد الزمان والمكان، لكنه يوفر الكفاءة في التعلم وتوسعة الوصول إلى المعرفة. فالأفراد سيصبحون عجرة في شبكة» .
عام 2005، نشر جورج سيمنز بحث حول الترابطية عنونها «نظرية تعلم للعصر الإلكتروني» والتي طرحت الحاجة إلى نظريات تعلم جديدة تعتمد على فكرة التعلم الشبكي والمعرفة الشبكية. بعدها، صدرت مجموعة من الأبحاث حول موضوع الترابطية ونشرت في دوريات أميركية وإنكليزية.

## نماذج

### مووك
مووك (المصطلح الإنكليزي المستعمل للدلالة على «مساق على الإنترنت هائل ومفتوح» (بالإنجليزية: Massive Open Online Course, MOOC)‏) هو مساق يشرك شبكة من المتعلمين كنشاط أساسي للتعلم. أو من استعمل هذا الأسلوب كان جورج سيمنز وستيفن داونز عام 2008 من خلال مساقهم: «الترابطية والمعرفة المترابطة». والفكرة الأساسية هي دعوة طلاب للتعلم من خلال ترابطهم لكن بناء على هيكلية يضعها أهل الأختصاص بدينامية يضعها الطلاب. 

### أبحاث شبكية ومفتوحة
اعتمد بعض الباحثين أسلوب التعلم الشبكي لممارسة أبحاثهم والتعلم من باحثين أخرين مهتمين بالموضوع. مثلا، قام مجموعة من طلاب الدكتوراة بإنشاء جامعة ويكي لدكتوراة الفلسفة التي تخرج طلاب بشهادة الدكتوراة بشكل غير رسمي.

## للإستزادة
- تعلم لا متوازي
- ترابطية
- تعلم ذاتي
- هوتاغوجيا
- تعلم موضعي
- بيئة تعلم شخصية
- ثراء الشبكات (كتاب)
- شبكة إجتماعية
- كلية محجوبة
- تعليم غير متوازن